# CakeMail
CakeMail é uma empresa que produz um software de e-mail marketing. Sua sede fica em Montréal, Quebec, Canadá e foi fundada em 2007 por Steve Smith e Francois Lane.

## História
Em 2007, a empresa desenvolveu um produto white-labeled exclusivamente para atender aos revendedores, como agencias de marketing e empresas de telecomunicações.
Em 2008, o movimento popular "An Obama Minute" liderado por Scott Cohen escolheu CakeMail como seu aplicativo de e-mail marketing, negociando com a empresa o desenvolvimento de uma soluçāo parcialmente customizada.
Em 2010, CakeMail alcançou a 24 posição no ranking do Canada’s 2010 PROFIT 50.
Em 2012, CakeMail começou a desenvolver serviços para provedores por meio de intregração com cPanel and Parallels Automation.
Em 2012, CakeMail foi entrevistada por CTV Television Network  oferecendo orientações sobre o impacto produzido pela lei canadense anti-spam, bill C-28, nas empresas que estão localizadas fora do Canadá.